# José Ortiz (historietista)
José Ortiz Moya, que firmaba con su nombre y su primer apellido, fue un destacado dibujante de cómic español (Cartagena, 1 de noviembre de 1932-Valencia, 23 de diciembre de 2013), hermano del también historietista Leopoldo Ortiz. Adscrito a la denominada Escuela Valenciana, trabajó para multitud de países.

## Biografía

### Inicios profesionales
Comenzó a trabajar con tan solo 16 años tras ganar un concurso organizado por la revista Chicos y colaboró con los hermanos Gago, siendo su primer encargo unos tebeos para la editorial Maga titulados El Espía.
Hacia 1951 se trasladó a Valencia donde trabajó junto a su hermano Leopoldo y otros importantes dibujantes de la época como Luis Bermejo o Miguel Quesada. En esta época continuó trabajando para Maga: El Capitán Don Nadie en 1952, El Príncipe Pablo, con su hermano, en 1953, Sebastián Vargas (1954), Balín (1955), El duque negro (1957) o Johnny Fogata (1960), siendo Dan Barry el Terremoto (1954) su mayor éxito en la misma.
A finales de esta década comenzó su colaboración con la editorial Toray con el personaje Sigur el Vikingo y colaboraciones con la colección Hazañas del Oeste. Trabajó también con Bruguera en la revista Bisonte Extra Ilustrada, de aventuras del Oeste, así como adaptaciones de novelas como Los Viajes de Gulliver o Las Cruzadas para la Colección Historias.

### El mercado exterior
En los años 60 José Ortiz comenzó a publicar en el extranjero a través de la agencia barcelonesa Bardon Art, creando sobre todo historietas de tema bélico que se publican en diversos países e incluso una tira diaria en el periódico británico Daily Express titulada Carolynn Baker, Barrister at Law y que se mantuvo casi dos años. Para la revista Eagle, de la británica Fleetway, creó la serie U.F.O. Agente Especial.
A principios de los 70 realizó la serie Los Mitos del Oeste que se publicó en Estados Unidos a través de la agencia Selecciones Ilustradas de Josep Toutain. El éxito de esta serie le llevó a colaborar, a través de S.I., con la editorial Warren Publishing en 1974 para la que creó diversas historietas de terror y fantasía publicadas en las revistas de la editorial Eerie y Vampirella, como las series Apocalypse, Night of the Jackass y Coffin para la primera y Pantha en la segunda, además de numerosas historias independientes. Dibujó a la propia Vampirella en los números 35 y 36 de la revista. En 1974 recibió el galardón de la Warren Best All Around Artist o mejor artista polivalente. En total en el tiempo que trabajó con la editorial publicó alrededor de 120 historietas, más que ningún otro artista. En esta época publicó en España las series Tarzán, El Hijo de Tarzán y El Cuervo entre otras.

### En elboom del cómic adulto
En 1982 se unió, junto a otros dibujantes de renombre como su sobrino Leopoldo Sánchez, Jordi Bernet, Mariano Hispano o Manfred Sommer a la dirección de Ediciones Metropol aprovechando la expansión de las revistas de cómic para adultos. La editorial no llegó al año, pero llegó a publicar tres revistas: Metropol, Mocambo y K.O. Comics.
Norma y Toutain le propusieron trabajar para sus revistas y José Ortiz abandonó la Warren. Ortiz era entonces casi desconocido en España y creó para el público español en revistas como Cimoc, Zona 84 o Creepy sus obras más personales y célebres como Hombre, Burton y Cyb, Ives (posteriormente rebautizado como Morgan) y Las mil caras de Jack el Destripador en muchas ocasiones con el guionista Antonio Segura. Al mismo tiempo, incursionó en el mercado británico con The Tower King y The House of Daemon para la revista Eagle, The thirteen Floor para Scream! y diversas historietas de Rogue Trooper y Judge Dredd para "2000AD".

### Últimos años
A comienzos de los 90 realizó en colaboración con Segura la serie cómica Bud O'Brien para la revista Torpedo y Ozono para L'Eternauta. El año 92 creó para la colección dirigida por Pedro Tabernero Relatos del Nuevo Mundo, con apoyo oficial, sus últimas dos obras para el mercado nacional: La Civilización Inca y Orígenes del hombre americano, publicados en gran formato y con una calidad excelente.
Con el declive de las revistas españolas de cómic, Ortiz decidió volver a orientar su labor al mercado exterior. Para el editor italiano Sergio Bonelli dibujó un especial del célebre ranger Tex Willer, serie en la que solo participan autores de reconocido prestigio. Los resultados fueron tan satisfactorios que Bonelli le encargó historietas de las series Ken Parker y Viento Mágico y nuevas historias de Tex.
José Ortiz falleció el 23 de diciembre de 2013, a los 81 años, en Valencia, debido a un problema cardíaco.

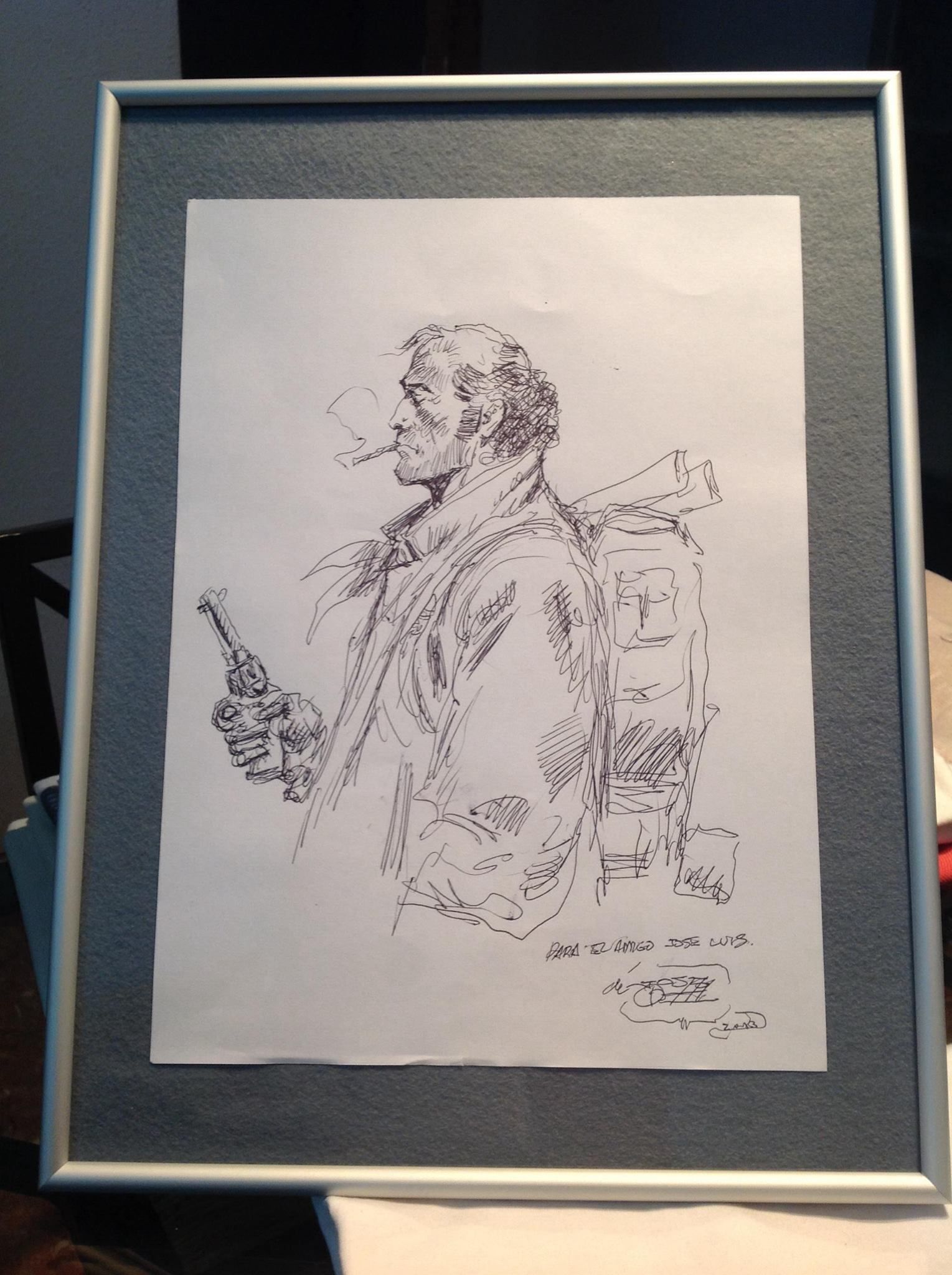

## Premios
- 1998, Paparajote de Oro a su labor profesional. Asociación de Amigos del Tebeo de la Región de Murcia.
- 2010, Premio Oso de Expocómic a la Labor de una Vida.[5]
- 2012 Gran Premio del Saló (Salón del Cómic de Barcelona).[6]

## Valoración y legado
James Warren dijo de él:

...José Ortiz es un excepcional artista. Su obra, divulgada en Estados Unidos a través de las revistas Warren, ha provocado la admiración de los lectores americanos. Su estilo agresivo y lleno de movimiento encaja exactamente en el concepto que nosotros tenemos de como contar una historia en forma de "cómic".
Entre las muchas cualidades del artista español sobresalen su vasto conocimiento del dibujo y su impresionante facilidad para plasmar sobre el papel todo aquello que ve y siente.
Una admirable expresión de su habilidad se manifiesta en este libro para deleite de todos cuantos amamos verdaderamente al "cómic" y lo consideramos un arte.

## Obra
| Años            | Título                                           | Guionista                                                                | Tipo                          | Publicación original       | Publicación en España (si no es la original) |
| --------------- | ------------------------------------------------ | ------------------------------------------------------------------------ | ----------------------------- | -------------------------- | -------------------------------------------- |
| 1951            | El Espía 1-8                                     | José Ortiz                                                               | Serial                        | Maga                       |                                              |
| 1952            | El Capitán Don Nadie                             | Pedro Quesada,                                                           | Serial                        | Maga                       |                                              |
| 1953            | Juan Bravo y sus Chicos                          | Pablo Gago                                                               | Serial                        | Maga                       |                                              |
| 1954            | Sebastián Vargas                                 | Pedro Quesada                                                            | Serial                        | Maga                       |                                              |
| 1954            | Dan Barry "el Terremoto"                         | Leopoldo Ortiz                                                           | Serial                        | Maga                       |                                              |
| 1955            | Balín                                            | Pedro Quesada                                                            | Serial                        | Maga                       |                                              |
| 1956            | Pantera Negra 1-12, 21-32                        | Pedro Quesada                                                            | Serial                        | Maga                       |                                              |
| 1957            | Las Cruzadas                                     | Enrique Palau                                                            | Monografía                    | Bruguera                   |                                              |
| 1958            | Los Viajes de Gulliver pág. 1-16                 | Ricardo Acedo                                                            | Monografía                    | Bruguera                   |                                              |
| 1958            | El Duque Negro 1-10                              | Pablo Gago                                                               | Serial                        | Maga                       |                                              |
| 1958            | Jungla                                           | Pedro Quesada                                                            | Serial                        | Maga                       |                                              |
| 1958            | Sigur el Vikingo                                 | Mariano Hispano                                                          | Serial                        | Toray                      |                                              |
| 1958            | Atletas                                          | Pedro Quesada                                                            | Serial                        | Maga                       |                                              |
| 1960            | Johnny Fogata 1-11                               | Pedro Quesada                                                            | Serial                        | Maga                       |                                              |
| 1960            | Huracán 1-2                                      | Juan Antonio de Laiglesia                                                | Serial                        | Maga                       |                                              |
| 1962-1963       | Carolyn Baker                                    |                                                                          | Serie                         | Daily Express              |                                              |
| 1966-1967       | U.F.O. Agente Especial                           |                                                                          | Serie                         | Eagle                      |                                              |
| 1966-1967       | Smokeman                                         |                                                                          | Serie                         | Eagle                      |                                              |
| 1968            | The Phantom Viking                               |                                                                          | Serie                         | Lion                       |                                              |
| 1974-1975       | Night Of The Jackass                             | Bruce Bezaire                                                            | Serie                         | Eerie 60, 63-65            | Rufus 23-, 1974                              |
| 1974-1975       | Coffin                                           | Budd Lewis                                                               | Serie                         | Eerie 61, 67-68, 70        | Rufus 30-32                                  |
| 1975            | Apocalypse                                       | Budd Lewis                                                               | Serie                         | Eerie 62-65                |                                              |
| 1975            | El Pequeño Salvaje                               | José Ortiz                                                               | Monografía                    | Amaika                     |                                              |
| 1975-1979       | El Cuervo                                        | Andreu Martín Carlos Echevarría                                          | Serie con Jordi Bernet        | Kung-Fu (Bastei-Verlag)    | Kung-Fu (Amaika)                             |
| 1976            | The Demons of Jedediah Pan                       | Bill DuBay                                                               | Serie                         | Eerie 72, 74-75, 77        | Vampus, 1976                                 |
| 03/1978         | Moonshadow                                       | Bob Toomey                                                               | Serie                         | Eerie 91-93                | Dossier Negro 113-115                        |
| 05/1978         | The Wax Werewolf                                 | Bob Toomey                                                               | Historieta breve              | Creepy 97                  |                                              |
| 06/1978         | Last Of The Really Great, All-American Joy Juice | Bill DuBay                                                               | Historieta breve              | 1984 1                     |                                              |
| 01/1979         | Sasquatch Love                                   | Cary Bates                                                               | Historieta breve              | Vampirella 75              |                                              |
| 03/1981-09/1982 | Pantha                                           | Rich Margopoulos                                                         | Serie, tras Leopoldo Durañona | Vampirella 94-108          | Dossier Negro 147-                           |
| 1981            | Hombre                                           | Antonio Segura                                                           | Serie                         | Cimoc, K.O. Cómics         |                                              |
| 1982            | John Khe                                         | Carlos Echevarría                                                        | Serie                         | Sargento Kirk              |                                              |
| 1982            | The Tower King                                   | Alan Hebden                                                              | Serie                         | Eagle 1-24                 | Sargento Kirk, 1982                          |
| 1982            | El juego de la guerra                            | Francisco Pérez Navarro                                                  | Serie                         | Cimoc 15-                  |                                              |
| 1982–1983       | The House of Daemon                              | John Wagner Alan Grant                                                   | Serie                         | Eagle 25-47                |                                              |
| 1983            | Ives                                             | Antonio Segura                                                           | Serie                         | Metropol                   |                                              |
| 1983            | La larga noche de Cerbiçonne                     | José Ortiz                                                               | Historieta breve              | Mocambo 1                  |                                              |
| 1983            | Recordad El Álamo                                | José Ortiz                                                               | Historieta breve              | Mocambo 2                  |                                              |
| 1984            | Las mil caras de Jack el Destripador             | Antonio Segura                                                           | Serie                         | Creepy 66-72, 74-75        |                                              |
| 04/1985         | Cuando el invierno surque tu rostro              |                                                                          | Historieta breve              | Superlópez 2               |                                              |
| 1988-90         | Burton y Cyb                                     |                                                                          | Serie                         | Zona 84                    |                                              |
| 1989            | Juan el Largo                                    | Antonio Segura                                                           | Serie                         |                            |                                              |
| 1992            | La civilización Inca                             |                                                                          | Monografía                    | Relatos del Nuevo Mundo 2  |                                              |
| 1992            | Orígenes del hombre americano                    | Miguel Ángel Nieto                                                       | Monografía                    | Relatos del Nuevo Mundo 25 |                                              |
| 1993-2015       | Tex                                              | Antonio Segura, Claudio Nizzi, Mauro Boselli, Tito Faraci, Pasquale Ruju | Serie                         | Sergio Bonelli Editore     | Aleta, 2010-2012                             |
| 1995-1996       | Ken Parker Magazine                              | Giancarlo Berardi, Maurizio Mantero                                      | Serie                         | Sergio Bonelli Editore     |                                              |
| 1997-2000       | Viento Mágico                                    | Gianfranco Manfredi, Antonio Segura                                      | Serie                         | Sergio Bonelli Editore     | Aleta, 2016                                  |
| 2012            | Dylan Dog                                        | Andrea Cavaletto                                                         | Serie                         | Sergio Bonelli Editore     |                                              |